# Moksha (hinduismo)
En las religiones hinduistas, el término sánscrito moksha se refiere a la ‘liberación espiritual’.
Se refiere a tomar consciencia del cuerpo de dicha o anandamayakosha, uno de los otros cinco cuerpos, y así poder darse cuenta de la ilusión de maya, el cual limita las capacidades de los seres humanos. 
Las prácticas que buscan llevar a  moksha, en su práctica busca romper el ciclo Karmico que nos une a Maya, al aquietar los vṛtti (tendencias mentales), purificar los saṃskara (impresiones mentales), quemar las bija (semillas causales) y trascender los klesa (estados mentales).
Para lograr esto existe la disciplina del yoga, pero entendido en su concepto más tradicional y más amplio, que va más allá del hata yoga que se practica en occidente; siendo un camino de devoción meditación y sadhana a seguír para llegar al moksha.

## Significado
Los hinduistas creen que cada alma está atrapada en un cuerpo material, y que cada actividad (buena o mala) obliga a volver a nacer (samsara o reencarnación) en un próximo cuerpo.
El moksha es uno de los cuatro purushartha (objetivos del hombre):
- dharma (actividades religiosas)
- artha (desarrollo económico)
- kāma (complacencia de los sentidos)
- moksha (liberación espiritual).[3]

Según la astrología hinduista (yiotish) estos cuatro purusharthas se asocian a signos zodiacales (rashi) y a casas astrológicas (bhava). Las casas asociadas a moksha son las que corresponden al elemento agua 4, 8 y 12.
La experiencia de moksha se refiere a la liberación del sujeto (yivatma) de las ataduras del karma, significa trascender al conjuro de la ilusión (maia) y es uno de los objetivos del hinduismo.

## Cómo alcanzar el moksa
Según el hinduismo, existen tres caminos (marga) para poder alcanzar moksa:
- karma marga, el ‘sendero de la acción [religiosa]’ también llamado karma khanda. Conjunto de actividades piadosas que se realizan con el objetivo de obtener un próximo cuerpo excelente, como un dios;
- gñana marga, el ‘sendero del conocimiento [religioso]’. Para ello hay que distinguir lo que es māyā (ilusión) y lo que no. La meta del gñani es fundirse y ser uno con el Brahman (Dios, el espíritu único del universo);
- bhakti marga, el ‘sendero de la devoción’. Dedicación a un dios en particular (Krisna, Visnú, Kali, etc. según la creencia del religioso) de todas las actividades, pensamientos y palabras; la meta es servir a ese dios en su morada espiritual y no volver a tener un cuerpo material.

## Escritura
- mokṣa, en el sistema AITS (alfabeto internacional de transliteración del sánscrito).
- मोक्ष, en escritura devánagari.

Es sinónimo del término mukti, ‘liberación, emancipación, abandono’:
- mukti, en el sistema AITS (alfabeto internacional de transliteración del sánscrito).
- मुक्ति, en escritura devánagari.